# Загадский, Давид Михайлович
Давид Михайлович Зага́дский (1907, Саратов — ?) — участник Великой Отечественной войны, гвардии майор, кандидат физико-математических наук, доцент, заведующий кафедрой «Высшая математика» Саратовского политехнического института (СПИ) (1949—1962).

## Армейская служба
С января по октябрь 1931 года проходил службу в рядах Красной армии (РККА). Участвовал в операциях по ликвидации басмачества.
В связи с началом войны вновь призван в ряды РККА в июле 1941 года Фрунзенским РВК города Алма-Ата Казахской ССР. Начал службу в звании лейтенанта, в должности командира отдельного батальона связи в 316-й стрелковой дивизии, сформированной в Алма-Ате под руководством И. В. Панфилова.
С 1941 по 1943 год воевал на Северо-Западном, Западном, Калининском фронтах. Член ВКП(б) с 1942 года, партбилет № 480446. В 1943 году место службы — 39 армия (1-й Прибалтийский фронт), 1944—1945 год — 6-я гвардейская армия (1945 год — Ленинградский фронт) в составе 2-го гвардейского стрелкового корпуса. С августа 1942 служил в должности помощника начальника отделения связи штаба. Воинское звание гвардии майор.
15—16 сентября 1943 года был направлен в 184 Стрелковую Дивизию, где лично организовывал связь с частями дивизии. Летом 1944 года во время наступательных боев корпуса обеспечивал командование корпуса проводной связью, а также при форсированном наступлении организовывал доставку боевых документов с помощью продвижения средств связи. В 1945 году в проведенной наступательной операции «Балтика» руководил организацией проволочной связи.

## Преподавательская деятельность
В 1941 году работал старшим преподавателем кафедры математики в Алма-Атинском государственном педагогическом и учительском институте имени Абая. В июле 1941 года ушел на фронт.
В 1947 году защитил диссертацию на соискание степени кандидата физико-математических наук по теме «Приближенное решение нелинейных интегральных уравнений».
С 1949 по 1962 год заведовал кафедрой «Высшая математика» Саратовского автомобильно-дорожного института (с 1960 года — Саратовского политехнического института). Положительную характеристику и рекомендацию для избрания Д. М. Загадского на должность дал его предшественник Ф. Г. Плохов: «Со своей стороны рекомендую назначить зав. кафедрой математики доцента кафедры Загадского Д. М.»
С приходом Загадского Д. М. начался период серьёзного формирования кафедры как научного и методического центра по преподаванию математики в техническом высшем учебном заведении. На кафедре были организованы семинары молодых преподавателей, занятия с которыми вел лично заведующий кафедрой. Были разработаны методические пособия по преподаванию различных разделов математики. Серьезное внимание уделялось фундаментальной подготовке студентов.
Читал курс лекций по «Математическому анализу» на физическом факультете Саратовского государственного университета имени Н. Г. Чернышевского (1955).
С 1963 года более восьми лет преподавал высшую математику в Одесском политехническом институте.

## Научные труды
- Д.М. Загадский. К вопросу о приложимости метода Зейделя к решению систем нелинейных уравнений // Учён. зап. пед. Института 28 (1939). — Ленинград: Ленинградский педагогический институт. — 245-250 с. [3].

Работа посвящена вопросу о сходимости метода Зейделя для систем нелинейных уравнений. Сходимость устанавливается, если соответствующее преобразование есть преобразование сжатия.
- Д.М. Загадский. Диссертация на соискание звания кандидата ф.-м. наук на тему «Приближенное решение нелинейных интегральных уравнений». — Ленинград, 1946. [4].

В этой работе для решений нелинейных интегральных уравнений общего вида предлагается использовать аналог метода Ньютона.
- Д.М. Загадский. Аналог метода Ньютона для нелинейных интегральных уравнений. — Доклады АН СССР, 1948. [5]

- Д.М. Загадский. Элементы теории поля: Конспект лекций. — Одесса: Одесский политехнический институт, 1969. — 60 с.[10]

## Награды
- Орден Красной Звезды (10 октября 1943, приказ по Армии № 0709)
- Медаль «За оборону Москвы» (29 сентября 1944)
- Орден Отечественной войны II степени (22 октября 1944, приказ 6-й Гвардейской Армии № 258/Н)
- Орден Красной Звезды (7 апреля 1945, приказ 6-й Гвардейской Армии № 404/Н)
- Медаль «За победу над Германией в Великой Отечественной войне 1941—1945 гг.»[1]

## Память
«Первый наш замечательный лектор по математическому анализу на первом курсе физического факультета Давид Михайлович Загадский. <…> Мне сейчас кажется, что он прочёл у нас только первый год, а потом перешёл в политех. Проходит много лет, я окончил университет, работаю уже год или два на заводе, и по какой-то необходимости еду с товарищем по работе на его мотоцикле „Ява“. Въезжаем во двор политехнического института и я вижу идущего навстречу Загадского. Пока я в смятении и смущении соображаю, как мне его приветствовать с пассажирского сидения, а он уже кланяется мне. Никогда этого не забуду и не прощу себе чрезмерной „деликатности“…»— «Человек в одном эпизоде», М.А. Старшов, выпускник Саратовского государственного университета имени Н.Г. Чернышевского 1960 г. 

«Не менее оригинальной фигурой на кафедре математики был и доцент Завадский . Однажды мы с Сашко встретили его, идущим по коридору и что-то на ходу записывающего на маленьком листочке бумаги. Поравнявшись с урной, Завадский скомкал и выбросил бумажку в урну и пошёл дальше, но, пройдя несколько шагов, возвратился, достал листочек из урны, расправил его, что-то на нём исправил, снова выбросил и, удовлетворённый, пошёл дальше. Ребята, стоявшие рядом, заинтересовались и отыскали эту бумажку, но в ней были только уравнения и формулы, по-видимому, какой-то вывод.»— «Запах сирени: странички из студенческой жизни», В.С. Верховцев, выпускник Саратовского автодорожного института 1959 г. 

«А на первых курсах в институте нам читал математику — уже высшую — Давид Михайлович Загадский, и читал прекрасно. Да и вообще он был в моих глазах классическим образцом профессора-интеллигента — в лучшем смысле этого слова.»— «Просто жизнь», Ж. Жарова, выпускница Одесского политехнического института 1968 г. 

## Комментарии
1. ↑  В книге воспоминаний выпускника Саратовского автодорожнго института В.С. Верховцева (1959)  Д.М. Загадский фигурирует под фамилией Завадский.   [11].